# Akkoordsymbool
Een akkoordsymbool is in de muziek een korte notatie in de vorm van een of meer letters, cijfers en andere tekens als aanduiding van een te spelen akkoord. Het gebruik van akkoordsymbolen maakt het voor de componist of arrangeur gemakkelijker bepaalde begeleidingspartijen te noteren. De akkoordsymbolen worden onder of boven de notenbalk of te begeleiden tekst geplaatst. Deze notatie wordt onder meer gebruikt in jazzmuziek. Ook in liedteksten en songteksten die door een gitaar begeleid worden, wordt vaak gebruikgemaakt van akkoordsymbolen.
Akkoordsymbolen worden vaak ook in een leadsheet genoteerd. Aan de hand van de akkoordsymbolen bij de genoteerde melodie kan de musicus dan zelf al spelend een begeleiding of arrangement improviseren aan de hand van de gesuggereerde akkoorden.
De tabel toont de akkoorden die gebaseerd zijn op A. Natuurlijk kan elke andere toon gesubstitueerd worden.
| Symbool                              | Tonen                                                                                       | Naam                                                                                 |
| ------------------------------------ | ------------------------------------------------------------------------------------------- | ------------------------------------------------------------------------------------ |
| A                                    | A C{\displaystyle ^{\sharp }} E                                                             | A-akkoord (A groot)                                                                  |
| Am, A-                               | A C E                                                                                       | a mineur                                                                             |
| Asus, Asus4                          | A D E                                                                                       | A-akkoord met kwart in plaats van terts (suspended 4th)                              |
| Asus2, A2                            | A B E                                                                                       | A-akkoord met secunde in plaats van terts                                            |
| A5                                   | A E                                                                                         | A met weggelaten terts, "power-chord"                                                |
| A6                                   | A C{\displaystyle ^{\sharp }} E F{\displaystyle ^{\sharp }}                                 | A groot met toegevoegde sext (eerste omkering van F# mineur septiemakkoord)          |
| A69                                  | A C{\displaystyle ^{\sharp }} E F{\displaystyle ^{\sharp }} B                               | A groot met toegevoegde sext en none                                                 |
| Am6                                  | A C E F{\displaystyle ^{\sharp }}                                                           | a mineur met toegevoegde sext (eerste omkering van F# halfverminderd septiemakkoord) |
| A7                                   | A C{\displaystyle ^{\sharp }} E G                                                           | A dominant septiem                                                                   |
| A7sus4                               | A D E G                                                                                     | A suspended septiem (subdominant karakter)                                           |
| Am7, Ami7, A-7, Amin7 A- (Aebersold) | A C E G                                                                                     | a mineur septiem                                                                     |
| Amaj7, AM7, AΔ, (Aj7)                | A C{\displaystyle ^{\sharp }} E G{\displaystyle ^{\sharp }}                                 | A majeur septiem                                                                     |
| AmM, AmMaj, AmΔ                      | A C E G{\displaystyle ^{\sharp }}                                                           | a mineur majeur (septiem)                                                            |
| Amaj7/9                              | A C{\displaystyle ^{\sharp }} E G{\displaystyle ^{\sharp }} B                               | A majeur septiem met toegevoegde none                                                |
| Aadd9                                | A C{\displaystyle ^{\sharp }} E B                                                           | A groot met toegevoegde none                                                         |
| A9, A7(9)                            | A C{\displaystyle ^{\sharp }} E G B                                                         | A dominant septiem met toegevoegde none (dominant none akkoord)                      |
| A7(b9)                               | A C{\displaystyle ^{\sharp }} (E) G B{\displaystyle ^{\flat }}                              | A dominant septiem met toegevoegde kleine none                                       |
| A7/11                                | A C{\displaystyle ^{\sharp }} (E) G D                                                       | A dominant septiem met toegevoegde 11                                                |
| A13                                  | A C{\displaystyle ^{\sharp }} (E) G B F{\displaystyle ^{\sharp }}                           | A dominant septiem met toegevoegde 9 en 13                                           |
| Ao                                   | A C E{\displaystyle ^{\flat }}                                                              | A verminderd                                                                         |
| Ao7, Adim                            | A C E{\displaystyle ^{\flat }} G{\displaystyle ^{\flat }}                                   | A verminderd septiemakkoord dim                                                      |
| Aø, Am7(b5)                          | A C E{\displaystyle ^{\flat }} G                                                            | a mineur septiem mol 5 halfdim                                                       |
| A+, Aaug                             | A C{\displaystyle ^{\sharp }} E{\displaystyle ^{\sharp }}                                   | A overmatig (ook wel A-augmented)                                                    |
| A7/+5, A+7, A7#5                     | A C{\displaystyle ^{\sharp }} E{\displaystyle ^{\sharp }} G                                 | A septiem met overmatige kwint, A overmatig                                          |
| A9/E                                 | E B A C{\displaystyle ^{\sharp }} G                                                         | A none met E in bas (tweede omkering)                                                |
| A9#11, A9(#11)                       | A C{\displaystyle ^{\sharp }} (E) G B D{\displaystyle ^{\sharp }}                           | A dominant met none en verhoogde 11                                                  |
| A7/b9/b13                            | A C{\displaystyle ^{\sharp }} (E) G B{\displaystyle ^{\flat }} F                            | A dominant septiem met verlaagde 9 en verlaagde 13                                   |
| A7alt                                | A C{\displaystyle ^{\sharp }} G (B{\displaystyle ^{\flat }} C E{\displaystyle ^{\flat }} F) | A dominant septiem met alteraties b9 en/of #9 en b5 en/of #5                         |